# Fidel Mendoza Carrasquilla
Fidel Mendoza Carrasquilla (Turbaco, 7 de juliol de 1925 - Miami, 5 de gener de 2015) va ser un dirigent esportiu colombià. Va ser president del Comitè Olímpic Colombià entre 1979 i 1989.

## Biografia
Fidel Mendoza Carrasquilla va néixer a Turbaco Bolívar; va estudiar medicina a la Universitat Nacional de Colòmbia de Bogotà i el 1953 va contreure matrimoni amb Olga Franco Cortés, amb qui va tenir cinc fills: María Cristina, José Miguel, Juan Carlos, María Esperanza i Olga Viviana.
La seva carrera en l'esport olímpic colombià va començar el 1966, quan va ser nomenat metge de la delegació nacional que va participar en el Mundial de Boxa de Santo Domingo. De la mateixa manera, va ser el metge de l'equip de boxa de Colòmbia que va participar en els Jocs Olímpics de Múnic de 1972, on dos boxejadors Clemente Rojas i Alfonso Pérez, van aconseguir sengles medalles de bronze. També se'l recorda com el metge que va atendre el Papa Pau VI en la seva visita a Colòmbia el 1966.
El 1979 va ser elegit president del Comitè Olímpic Colombià, càrrec en el qual va romandre fins a 1989. Un any abans va ser elegit pel Comitè Olímpic Internacional com a membre vitalici durant l'assemblea del COI celebrada a Seül, càrrec que li va permetre assistir als tornejos olímpics, com el del seu comiat a Veracruz (novembre de 2014). Com a reconeixement a la seva carrera en l'esport, la Unitat Esportiva de Cartagena porta el seu nom. Va morir el 5 de gener de 2015 a Miami a causa d'un càncer de fetge.